# Länsväg 135
De Zweedse weg 135 (Zweeds: Länsväg 135) is een provinciale weg in de provincies Kalmar län en Östergötlands län in Zweden en is circa 45 kilometer lang. De weg ligt in het zuiden van Zweden.

## Plaatsen langs de weg
- Gamleby
- Hycklinge
- Horn (Zweden)

## Knooppunten
- Europese weg 22 en Riksväg 35: gezamenlijk tracé van een kilometer, bij Gamleby (begin)
- Riksväg 23/Riksväg 34 (einde)